# Stanisław Prus
Stanisław Maksymilian Prus ps. Adam, Jan, Łada, Płomieńczyk, Piotr, Stefan, Maria, Kmita, Józef (ur. 18 lutego 1905 w Siennicy Różanej, powiat Krasnystaw) – kapitan piechoty Wojska Polskiego, komendant obwodu zamojskiego ZWZ-AK, dowódca Oddziałów Dywersji Bojowych.

## Życiorys
Ukończył Szkołę Podchorążych Piechoty w Ostrów-Komorowie. 15 sierpnia 1929 Prezydent RP mianował go podporucznikiem ze starszeństwem z 15 sierpnia 1929 roku i 6. lokatą w korpusie oficerów piechoty, a minister spraw wojskowych wcielił do 3 pułku strzelców podhalańskich w Bielsku. 17 grudnia 1931 został awansowany na porucznika ze starszeństwem z 1 stycznia 1932 i 55. lokatą w korpusie oficerów piechoty. Po zakończeniu Szkoły Wysokogórskiej w Zakopanem został dowódcą kompanii. Z dniem 2 lutego 1932 został przydzielony na trzymiesięczny kurs instruktorów ćwiczeń ruchowych w Centralnym Instytucie Wychowania Fizycznego w Warszawie. W czerwcu 1933 został przeniesiony do Korpusu Ochrony Pogranicza. Był dowódcą strażnicy w Świecinie. W 1936 ukończył kurs dowódców kompanii w Rembertowie i otrzymał przydział do 6 pułku strzelców podhalańskich w Samborze. Na stopień kapitana został mianowany ze starszeństwem z 19 marca 1937 i 366. lokatą w korpusie oficerów piechoty. W marcu 1939 dowodził 2. kompanią 6 psp, w kampanii wrześniowej pełnił funkcję I adiutanta pułku. Jeniec wojenny w obozie na Dębiu (Kraków). Po zwolnieniu wstąpił do ZWZ w Krasnymstawie. Od jesieni 1940 komendant obwodu zamojskiego ZWZ-AK i inspektor Inspektoratu Zamość AK. Brał udział w licznych potyczkach, bitwach i obławach niemieckich jak ,,Sturmwid I” i ,,Sturmwid II”. Po wkroczeniu Armii Czerwonej na teren Zamojszczyzny Prus pozostał na wówczas zajmowanym stanowisku, przeniósł się do Lublina i w ukryciu kierował podległą strukturą. W połowie listopada 1944 został aresztowany przez NKWD w kotle przy ul. Czeskiej i uwięziony. Okoliczności, aresztowania i śmierci są niewyjaśnione. Jest wiele wersji tych wydarzeń. Według jednej z nich został zamordowany w grudniu 1944 na zamku lubelskim.